# Hand in Hand (album beFour)
Hand in Hand (The Winter Album) è il secondo album del gruppo musicale tedesco beFour, pubblicato il 16 novembre 2007 dall'etichetta Universal in tutti i paesi di lingua tedesca.
L'unico singolo estratto, Hand in Hand, è stato pubblicato il 9 novembre dello stesso anno.

## Tracce
CD (Pop 'N' Roll 06025 1749516 (UMG) / EAN 0602517495166)
1. Hand in Hand - 3:59 (Christian Geller)
2. Winter Dream - 3:30 (Christian Geller)
3. Sweet Little Bells - 3:06 (Christian Geller)
4. Crying Heart - 3:47 (Dieter Bohlen)
5. Shooting Star - 3:40 (Christian Geller)
6. If You Wanna Know - 3:01 (Rikard Löfgren)
7. Sometimes Dreams Come True - 3:34 (Christian Geller)
8. Sunshine in December - 3:27 (Christian Geller)
9. Winter in My Heart - 3:38 (Christian Geller)
10. Crystal Wonderland - 3:41 (Christian Geller)
11. Winterdream (Phantasialand Version) - 3:30
12. Sometimes Dreams Come True (feat. Lisa) - 3:33 (Christian Geller)
13. Hand in Hand (Piano Version) - 4:01

## Classifiche
| Classifica (2009) | Posizione raggiunta |
| ----------------- | ------------------- |
| Austria           | 3                   |
| Germania          | 10                  |
| Svizzera          | 13                  |